# Jigme Khesar Namgyel Wangchuck
Jigme Khesar Namgyel Wangchuck (tiếng Dzongkha: འཇིགས་མེད་ཁེ་སར་རྣམ་རྒྱལ་དབང་ཕྱུག; sinh 21 tháng 2 năm 1980) là vị vua (Druk Gyalpo) thứ 5 của Vương quốc Bhutan. Ông lên ngôi vào ngày 9 tháng 12 năm 2006 sau khi vua cha là Jigme Singye Wangchuck tuyên bố thoái vị. Lễ gia miện của ông được tổ chức vào ngày 6 tháng 11 năm 2008, đánh dấu 100 năm trị vì của triều đại Wangchuck.

## Tiểu sử
Ông sinh ngày 21 tháng 2 năm 1980 tại Bệnh viện Phụ sản Paropakar, Kathmandu, Nepal. Ông là con trai cả của vua Jigme Singye Wangchuck và thái hậu Tshering Yangdon. Bên cạnh bảy người anh em cùng cha khác mẹ, ông cũng có hai em ruột, một người em gái là vương nữ Dechen Yangzom Wangchuck và một người em trai là vương tử Jigme Dorji Wangchuck.

### Học vấn
Sau khi tốt nghiệp trung học cơ sở tại trường trung học Yangchenphug (Thimphu, Bhutan), ông theo học bậc trung học phổ thông tại Học viện Phillips và tốt nghiệp phổ thông tại Học viện Cushing. Ông từng học tại trường Wheaton, bang Massachusetts trước khi hoàn thành chương trình nghiên cứu ngoại giao tại trường Magdalen, Đại học Oxford.

## Thái tử
Ông từng tháp tùng cha mình trong nhiều chuyến công du khắp vương quốc để gặp gỡ và giao lưu với dân chúng. Người dân thường gọi ông với tên gọi quen thuộc là "Dasho Khesar" khi ông còn đương là thái tử Bhutan. Ông cũng từng làm đại diện của Bhutan trong một số sự kiện quốc tế. Vào ngày 8 tháng 5 năm 2002, ông đã đại diện cho Bhutan tại kỳ họp của Đại hội đồng Liên hợp quốc khóa thứ 27 và có một bài phát biểu trước Đại hội đồng về vấn đề phúc lợi cho hàng triệu trẻ em trên toàn thế giới. Ông cũng từng tham dự Lễ kỷ niệm 60 năm ngày quốc vương Thái Lan Bhumibol Adulyadej lên ngôi (diễn ra từ ngày 12 đến ngày 13 tháng 6 năm 2006 tại thủ đô Băng Cốc) bên cạnh các đại diện hoàng gia từ 25 quốc gia khác.
Ngày 25 tháng 6 năm 2002, thái tử Khesar được vua Jigme Singye Wangchuck ban cho chiếc khăn kabne màu đỏ cùng danh hiệu Dasho.

## Tổng đốc Trongsa
Ông được phong tước Tổng đốc Trongsa vào ngày 31 tháng 10 năm 2004 tại pháo đài Trongsa, trở thành Tổng đốc Trongsa thứ 16 của Bhutan. Tước Tổng đốc Trongsa do lạt-ma Zhabdrung Ngawang Namgyal thành lập vào năm 1647, là  di sản được truyền cho Thái tử và người vương tử nào được phong tước này thì chính thức trở thành Trữ quân của vương quốc Bhutan.

## Đăng quang
Tháng 12 năm 2005, vua Jigme Singye thông báo ý định thoái vị và nhường ngôi cho con trai mình vào năm 2008, và rằng ông sẽ bắt đầu giao trách nhiệm cho con trai ngay lập tức. Ngày 14 tháng 12 năm 2006, ông thông báo rằng ông đã thoái vị và đã truyền ngôi cho thái tử Jigme Khesar. Vị tân vương chính thức đăng quang vào ngày 6 tháng 11 năm 2008 tại pháo đài Punakha. Các nghi lễ tôn giáo và hoạt động lễ hội cũng được tổ chức tại pháo đài Tashichho và sân vận động Changlimithang, thành phố Thimphu. Lễ gia miện của vua Jigme Khesar được thực hiện theo nghi thức cổ truyền với nhiều màu sắc trước sự tham dự của một vài quan khách hữu hảo của Hoàng gia Bhutan cũng như một số quan chức trong đó có cựu Tổng thống Ấn Độ Pratibha Patil.
Nhân dân Bhutan có nhiều hoạt động ăn mừng ngày đức vua Jigme Khesar đăng quang như vẽ biểu ngữ, treo cờ hội và đặt hoa tươi tại các vòng xuyến. Trong nghi lễ gia miện, ông được ban cho năm chiếc khăn quàng với năm màu trắng, vàng, đỏ, xanh lục và xanh lam.

## Cuộc sống hôn nhân

### Lễ cưới Hoàng gia
Ngày 20 tháng 5 năm 2011, trong bài phát biểu khai mạc kỳ họp thứ 7, Quốc hội khóa I, nhà vua cho biết ông đã đính hôn với bà Jetsun Pema. Nhà vua và vị hôn thê kết hôn vào ngày 13 tháng 10 năm 2011 và hôn lễ của họ đã trở thành sự kiện truyền thông lớn nhất của Bhutan. Lễ cưới hoàng gia của họ được tổ chức tại pháo đài Punakha theo nghi thức truyền thống. Trong buổi lễ, mũ miện Phượng Hoàng dành cho Vương hậu Bhutan lấy từ đền Macchen Lhakhang thiêng liêng đã được giao cho vua Jigme Khesar để gia miện cho tân Vương hậu Jetsun Pema. Sau buổi lễ, nhà vua và vương hậu đã dành thời gian thăm nhân dân và chính quyền một số địa phương trên địa bàn cả nước.

### Con cái
Ngày 11 tháng 11 năm 2015, trang cá nhân của nhà vua trên nền tảng Facebook đã có thông báo rằng ông cùng Vương hậu đang chuẩn bị có cùng với nhau một người con trai trong dịp Năm mới truyền thống của Bhutan. Vào ngày 5 tháng 2 năm 2016, hoàng tử Jigme Namgyel đã được hạ sinh tại Cung điện Lingkana, thủ đô Thimphu.
Ngày 17 tháng 12 năm 2019, một nguồn tin cho biết gia đình Hoàng gia đang chuẩn bị chào đón hoàng tử thứ hai có khả năng ra đời vào mùa xuân năm 2020. Ba tháng sau, tức vào ngày 19 tháng 3 năm 2020, Vương hậu Jetsun Pema đã sinh hạ hoàng tử thứ hai tại cung điện Lingkana. Tên của hoàng tử Ugyen Wangchuck chính thức được thông báo bởi gia đình Hoàng gia vào ngày 30 tháng 6 năm 2020.

## Hình ảnh trong công chúng nước ngoài
Được biết đến là "vị vua quốc dân" của Bhutan, ông thừa hưởng mối quan hệ ngoại giao nồng ấm với Ấn Độ từ cha mình. Ông từng nhiều lần công du sang Ấn Độ, đặc biệt ông từng được mời tham dự Lễ kỷ niệm 64 năm Ngày Cộng hòa Ấn Độ với tư cách khách mời chính của Tổng thống Pranab Mukherjee vào năm 2013.
Ông trở nên hết sức nổi tiếng tại Thái Lan sau chuyến thăm đến đất nước này với tư cách là Thái tử Bhutan vào năm 2006. Số lượng khách du lịch Thái Lan đến thăm Bhutan đã tăng đều đặn kể từ thời điểm đó.
Tháng 11 năm 2011, nhà vua và Vương hậu Bhutan bắt đầu chuyến thăm cấp nhà nước tới Nhật Bản và là vị khách cấp nhà nước đầu tiên của Nhật bản kể từ khi trận động đất và sóng thần Tōhoku ập đến vào năm 2011. Một nguồn thông tin cho biết người dân Nhật Bản đã bị thu hút trước sự xuất hiện của Quốc vương và Vương hậu Bhutan.
Tháng 3 năm 2015, nhà vua và Vương hậu Bhutan là một trong số các lãnh đạo nước ngoài tham dự tang lễ của cố Thủ tướng Singapore Lý Quang Diệu.
Nhà vua và Vương hậu cũng từng tham dự tang lễ của vua Bhumibol Adulyadej của Thái Lan vào tháng 10 năm 2017 và lễ đăng quang của Thiên hoàng Naruhito của Nhật Bản vào tháng 10 năm 2019.

## Phong tặng
- Tonga : Huân chương Nữ hoàng Sālote Tupou III hạng nhì (24 tháng 5 năm 2010).[45]

## Tổ tiên
| \| \| \| \| \| \| \| \| \| \| \| 8. Jigme Wangchuck \| \| \| \| \| \| \| \| \| \| \| \| \| \| \| \| \| \| \| \| \| \| \| \| \| \| \| \| \| \| \| \| \| \| \| \| \| \| \| \| \| \| \| \| \| \| \| \| \| \| \| 4. Jigme Dorji Wangchuck \| \| \| \| \| \| \| \| \| \| \| \| \| \| \| \| \| \| \| \| \| \| \| \| \| \| \| \| \| \| \| \| \| \| \| \| \| \| \| \| \| \| \| \| \| \| \| \| \| \| \| \| \| \| \| \| \| \| \| \| 9. Phuntsho Choden \| \| \| \| \| \| \| \| \| \| \| \| \| \| \| \| \| \| \| \| \| \| \| \| \| \| \| \| \| \| \| \| \| \| \| \| \| \| \| \| \| \| \| \| \| \| \| \| \| \| \| \| \| \| \| \| \| \| \| \| 2. Jigme Singye Wangchuck \| \| \| \| \| \| \| \| \| \| \| \| \| \| \| \| \| \| \| \| \| \| \| \| \| \| \| \| \| \| \| \| \| \| \| \| \| \| \| \| \| \| \| \| \| \| \| \| \| \| \| \| \| \| \| \| \| \| \| \| 10. Raja Sonam Tobgye Dorji \| \| \| \| \| \| \| \| \| \| \| \| \| \| \| \| \| \| \| \| \| \| \| \| \| \| \| \| \| \| \| \| \| \| \| \| \| \| \| \| \| \| \| \| \| \| \| \| \| \| \| \| \| \| \| \| \| \| \| \| 5. Kesang Choden \| \| \| \| \| \| \| \| \| \| \| \| \| \| \| \| \| \| \| \| \| \| \| \| \| \| \| \| \| \| \| \| \| \| \| \| \| \| \| \| \| \| \| \| \| \| \| \| \| \| \| \| \| \| \| \| \| \| \| \| 11. Rani Mayum Chonying Wangmo Dorji \| \| \| \| \| \| \| \| \| \| \| \| \| \| \| \| \| \| \| \| \| \| \| \| \| \| \| \| \| \| \| \| \| \| \| \| \| \| \| \| \| \| \| \| \| \| \| \| \| \| \| \| \| \| \| \| \| \| \| \| 1. Jigme Khesar Namgyel Wangchuck \| \| \| \| \| \| \| \| \| \| \| \| \| \| \| \| \| \| \| \| \| \| \| \| \| \| \| \| \| \| \| \| \| \| \| \| \| \| \| \| \| \| \| \| \| \| \| \| \| \| \| \| \| \| \| \| \| \| \| \| 12. Sangay Tenzin \| \| \| \| \| \| \| \| \| \| \| \| \| \| \| \| \| \| \| \| \| \| \| \| \| \| \| \| \| \| \| \| \| \| \| \| \| \| \| \| \| \| \| \| \| \| \| \| \| \| \| \| \| \| \| \| \| \| \| \| 6. Ugyen Dorji \| \| \| \| \| \| \| \| \| \| \| \| \| \| \| \| \| \| \| \| \| \| \| \| \| \| \| \| \| \| \| \| \| \| \| \| \| \| \| \| \| \| \| \| \| \| \| \| \| \| \| \| \| \| \| \| \| \| \| \| 13. Dorji Om \| \| \| \| \| \| \| \| \| \| \| \| \| \| \| \| \| \| \| \| \| \| \| \| \| \| \| \| \| \| \| \| \| \| \| \| \| \| \| \| \| \| \| \| \| \| \| \| \| \| \| \| \| \| \| \| \| \| \| \| 3. Tshering Yangdon \| \| \| \| \| \| \| \| \| \| \| \| \| \| \| \| \| \| \| \| \| \| \| \| \| \| \| \| \| \| \| \| \| \| \| \| \| \| \| \| \| \| \| \| \| \| \| \| \| \| \| \| \| \| \| \| \| \| \| \| 14. Lopen Duba \| \| \| \| \| \| \| \| \| \| \| \| \| \| \| \| \| \| \| \| \| \| \| \| \| \| \| \| \| \| \| \| \| \| \| \| \| \| \| \| \| \| \| \| \| \| \| \| \| \| \| \| \| \| \| \| \| \| \| \| 7. Thuiji Zam \| \| \| \| \| \| \| \| \| \| \| \| \| \| \| \| \| \| \| \| \| \| \| \| \| \| \| \| \| \| \| \| \| \| \| \| \| \| \| \| \| \| \| \| \| \| \| \| \| \| \| \| \| \| \| \| \| \| \| \| 15. Ugay Dem \| \| \| \| \| \| \| \| \| \| \| \| \| \| \| \| \| \| \| \| \| \| \| \| \| \| \| \| \| \| \| \| \| \| \| \| \| \| \| \| \| \| \| |                                      |  |  |  |  |  |  |  |  |                    |  |  |  |
| |                                      |  |  |  |  |  |  |  |  | 8. Jigme Wangchuck |  |  |  |
| |                                      |  |  |  |  |  |  |  |  |                    |  |  |  |
| |                                      |  |  |  |  |  |  |  |  |                    |  |  |  |
| |                                      |  |  |  |  |  |  |  |  |                    |  |  |  |
| | 4. Jigme Dorji Wangchuck             |  |  |  |  |  |  |  |  |                    |  |  |  |
| |                                      |  |  |  |  |  |  |  |  |                    |  |  |  |
| |                                      |  |  |  |  |  |  |  |  |                    |  |  |  |
| |                                      |  |  |  |  |  |  |  |  |                    |  |  |  |
| | 9. Phuntsho Choden                   |  |  |  |  |  |  |  |  |                    |  |  |  |
| |                                      |  |  |  |  |  |  |  |  |                    |  |  |  |
| |                                      |  |  |  |  |  |  |  |  |                    |  |  |  |
| |                                      |  |  |  |  |  |  |  |  |                    |  |  |  |
| | 2. Jigme Singye Wangchuck            |  |  |  |  |  |  |  |  |                    |  |  |  |
| |                                      |  |  |  |  |  |  |  |  |                    |  |  |  |
| |                                      |  |  |  |  |  |  |  |  |                    |  |  |  |
| |                                      |  |  |  |  |  |  |  |  |                    |  |  |  |
| | 10. Raja Sonam Tobgye Dorji          |  |  |  |  |  |  |  |  |                    |  |  |  |
| |                                      |  |  |  |  |  |  |  |  |                    |  |  |  |
| |                                      |  |  |  |  |  |  |  |  |                    |  |  |  |
| |                                      |  |  |  |  |  |  |  |  |                    |  |  |  |
| | 5. Kesang Choden                     |  |  |  |  |  |  |  |  |                    |  |  |  |
| |                                      |  |  |  |  |  |  |  |  |                    |  |  |  |
| |                                      |  |  |  |  |  |  |  |  |                    |  |  |  |
| |                                      |  |  |  |  |  |  |  |  |                    |  |  |  |
| | 11. Rani Mayum Chonying Wangmo Dorji |  |  |  |  |  |  |  |  |                    |  |  |  |
| |                                      |  |  |  |  |  |  |  |  |                    |  |  |  |
| |                                      |  |  |  |  |  |  |  |  |                    |  |  |  |
| |                                      |  |  |  |  |  |  |  |  |                    |  |  |  |
| | 1. Jigme Khesar Namgyel Wangchuck    |  |  |  |  |  |  |  |  |                    |  |  |  |
| |                                      |  |  |  |  |  |  |  |  |                    |  |  |  |
| |                                      |  |  |  |  |  |  |  |  |                    |  |  |  |
| |                                      |  |  |  |  |  |  |  |  |                    |  |  |  |
| | 12. Sangay Tenzin                    |  |  |  |  |  |  |  |  |                    |  |  |  |
| |                                      |  |  |  |  |  |  |  |  |                    |  |  |  |
| |                                      |  |  |  |  |  |  |  |  |                    |  |  |  |
| |                                      |  |  |  |  |  |  |  |  |                    |  |  |  |
| | 6. Ugyen Dorji                       |  |  |  |  |  |  |  |  |                    |  |  |  |
| |                                      |  |  |  |  |  |  |  |  |                    |  |  |  |
| |                                      |  |  |  |  |  |  |  |  |                    |  |  |  |
| |                                      |  |  |  |  |  |  |  |  |                    |  |  |  |
| | 13. Dorji Om                         |  |  |  |  |  |  |  |  |                    |  |  |  |
| |                                      |  |  |  |  |  |  |  |  |                    |  |  |  |
| |                                      |  |  |  |  |  |  |  |  |                    |  |  |  |
| |                                      |  |  |  |  |  |  |  |  |                    |  |  |  |
| | 3. Tshering Yangdon                  |  |  |  |  |  |  |  |  |                    |  |  |  |
| |                                      |  |  |  |  |  |  |  |  |                    |  |  |  |
| |                                      |  |  |  |  |  |  |  |  |                    |  |  |  |
| |                                      |  |  |  |  |  |  |  |  |                    |  |  |  |
| | 14. Lopen Duba                       |  |  |  |  |  |  |  |  |                    |  |  |  |
| |                                      |  |  |  |  |  |  |  |  |                    |  |  |  |
| |                                      |  |  |  |  |  |  |  |  |                    |  |  |  |
| |                                      |  |  |  |  |  |  |  |  |                    |  |  |  |
| | 7. Thuiji Zam                        |  |  |  |  |  |  |  |  |                    |  |  |  |
| |                                      |  |  |  |  |  |  |  |  |                    |  |  |  |
| |                                      |  |  |  |  |  |  |  |  |                    |  |  |  |
| |                                      |  |  |  |  |  |  |  |  |                    |  |  |  |
| | 15. Ugay Dem                         |  |  |  |  |  |  |  |  |                    |  |  |  |
| |                                      |  |  |  |  |  |  |  |  |                    |  |  |  |
| |                                      |  |  |  |  |  |  |  |  |                    |  |  |  |